# Mio (chanteuse)
 (mai 2024).
Si vous disposez d'ouvrages ou d'articles de référence ou si vous connaissez des sites web de qualité traitant du thème abordé ici, merci de compléter l'article en donnant les références utiles à sa vérifiabilité et en les liant à la section « Notes et références ».
MIO (écrit en capitales) est le nom de scène d'une chanteuse de R'n'B japonaise née le 1er août 1973. Auteur et interprète, elle a sorti trois albums et neuf singles au Japon entre 1999 et 2002 chez Sony Music Records.

## Discographie
Albums
1. 18 décembre 1999 : Nonosecond (NANOSECOND?)
2. 7 mars 2001 : Rebirthday (REBIRTHDAY?)
3. 23 octobre 2002 : Clarify Soul (CLARIFY SOUL?)

Singles
1. 20 février 1999 : A Puzzle (a puzzle?)
2. 19 juin 1999 : (If I were a little) Mermaid
3. 21 octobre 1999 : Akaikutsu (赤いくつ?)
4. 5 juillet 2000 : Zakuro (ザクロ?)
5. 22 novembre 2000 : Tenohirano Kodo (手のひらの鼓動?)
6. 21 février 2001 : Period (PERIOD?)
7. 6 février 2002 : Anata Ni Aitai (あなたに会いたい?)
8. 9 mai 2002 : Seeds - Himawari no Tane (Seeds～ひまわりの種?)
9. 19 septembre 2002 : Mother's Eternity

Vidéo
1. 7 mars 2001 : Mio : Clips (MIO:CLIPS?) (VHS et DVD)